# 扎西错
扎西错（藏語：བཀྲ་ཤིས་མཚོ།，威利转写：bkra shis mtsho，THL：Trashi Tso）位于中国西藏自治区改则县与尼玛县交界处，湖面海拔4421米，面积47.2平方公里。第四纪时期与西南边的洞错为一个湖泊，后水位下降，两湖分离，现在两湖间为大片沼泽和残迹湖。湖区年均气温0℃，年均降水量150～200毫米。湖水主要依靠泉水补给，集水区面积2079.8平方公里，补给系数44。301省道经过湖泊南岸。